# نبرد کافر قلعه
نبرد کافر قلعه نبردی بود که در بهار سال ۱۱۴۱ هجری (از ۴ مه تا ۱ ژوئیه ۱۷۲۹ میلادی) بین نادر و ابدالی‌ها روی داد. در این نبرد که در نزدیکی کافرقلعه و کوسویه به وقوع پیوست نادر توانست چندین شکست سخت به نیروهای ابدالی وارد کند که مقدمات شکست ابدالی‌ها و تصرف هرات را فراهم آورد. در این نبرد نیروهای الله‌یارخان به سختی شکست خوردند و نیروهای ذوالفقارخان که از فراه برای یاری او رهسپار کافرقلعه شده بودند به علت توفان گرد و خاکی که به وجود آمد بدون درگیری با سپاه نادر به هرات بازگشتند.

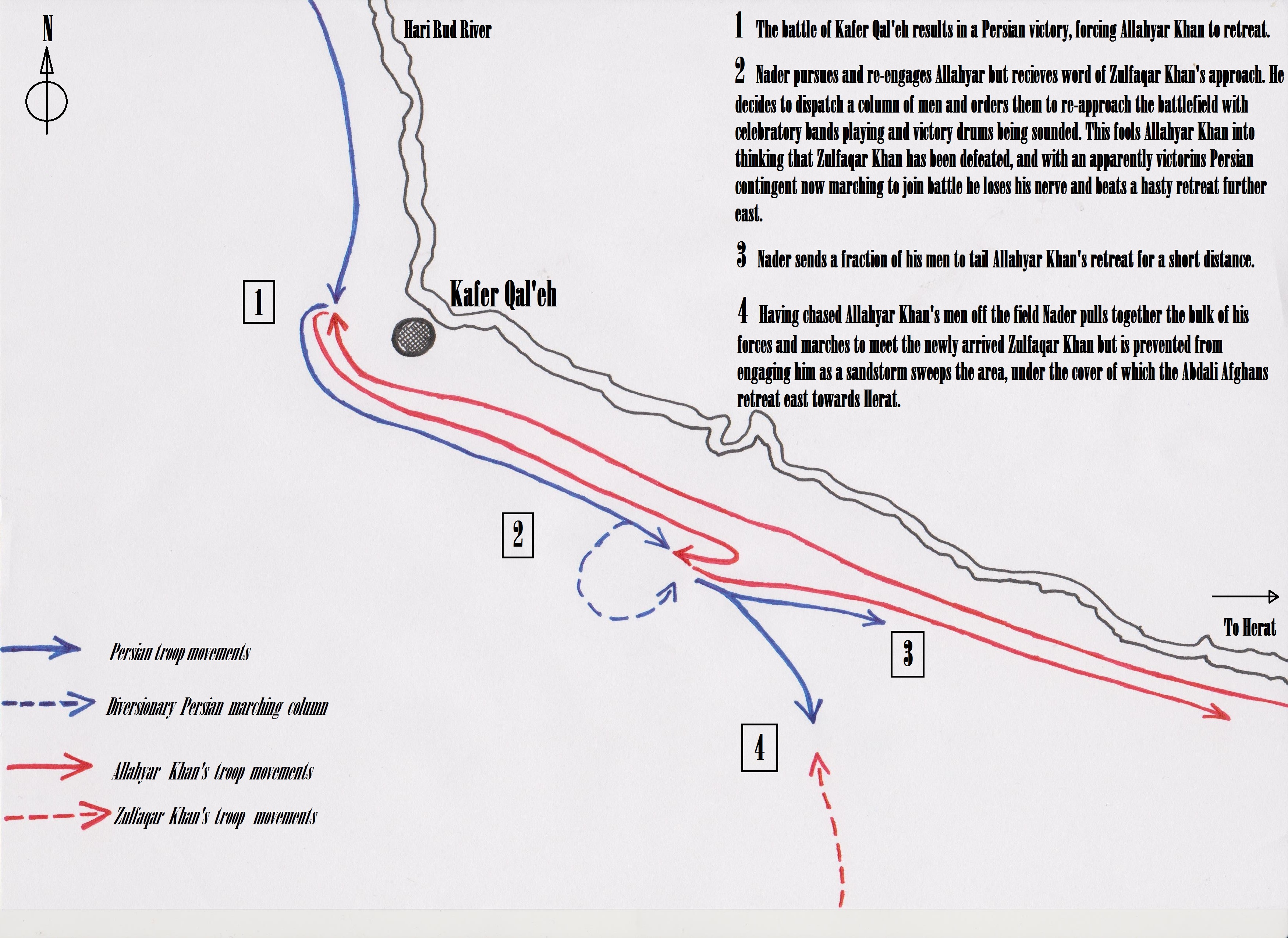
نقشهٔ تحرکات مهم طرفین درگیر در نبرد

## پیش‌زمینه
نادر در نوروز سال ۱۱۴۱ مقدمات حمله به هرات را فراهم کرد. در این هنگام نیروهای ابدالی در ستون در نزدیکی مرز شرقی خراسان استقرار یافته بودند. به صورتی که یک ستون ۱۵۰۰۰ نفره به فرماندهی الله‌یارخان در کافر قلعه و ستون دیگر متشکل از ۱۲۰۰۰ تن به فرماندهی ذوالفقارخان در فراه مستقر شده بودند. در بهار ۱۱۴۱ هجری نادر به همراه ۲۵۰۰۰ نیروی سواره و پیاده از تربت‌جام به راه افتاد و پس از گذر از ذولفقار به سمت کافرقلعه پیشروی کرد.

## شرح نبرد
سواران سپاه نادر در نزدیکی کافر قلعه در پی زد و خوردی با گشتی‌های ابدالی‌، اقدام به تصرف پلی کلیدی منطقه کرد. تصرف این پل برای نادر بسیار پراهمیت بود و پس از آنکه به آنجا رسید شروع به آرایش جنگی سپاه کرد.
پیادگان ابدالی با شمشیر به سمت راست سپاه نادر یورش بردند و چیزی نمانده بود که سپاه نادرشاه شکست بخورد که نادر به همراه یک دسته از سواران سپاهش به کمک آنان شتافت. با وجود یورش سنگین سواران به پیادگان ابدالی، آنان به شدت مقاوت کردند. در این حمله به پای راست نادر بوسیلهٔ نیزه‌ای زخمی وارد شد. سرانجام مقاومت ابدالی‌ها در هم شکسته شد و تا کافرقلعه پس نشستند. نیروی پیاده نادر در این جنگ تلفات بسیاری داد.
ابدالی‌ها شبانگاه کافرقلعه را به سوی کوسویه تخلیه کردند. روز بعد سواران نادر پس از تصرف کافرقلعه به سمت جنوب پیشروی و جادهٔ فراه به کوسویه را به زیر کنترل خود درآوردند. در شب‌هنگام خبر نزدیک شدن نیروهای ذوالفقارخان از سمت جنوب به نادر رسید و او تصمیم به حمله به اردوگاه کوسویه را پیش از الحاق دو ستون ابدالی صادر کرد.
در این حمله ستون الله‌یارخان به سختی شکست خورد و تلفات زیادی را متحمل شد و سمت هرات عقب نشستند. الله‌یارخان برای معطل کردن نادر تا زمان رسیدن ستون ذوالفقارخان از جنوب، نماینده‌ای را به سمت نادر فرستاد و درخواست صلح کرد. نادر درخواست آنان را پذیرفت و به سپاهش فرمان استراحت داد. هنگامی که سربازان او مهیای استراحت شده بودند با حملهٔ غافلگیر کنندهٔ ابدالی‌ها از پشت اردوگاه مواجه شدند، نادر فرماندهی چند هزار سوار را به عهده گرفت و خود را به پشت سپاه ابدالی‌ها رسانید سپس به شیپورچیان سپاه دستور داد شیپور پیروزی و شادی بنوازند. ابدالی‌ها که شدت در حال مبارزه بودند به گمان اینکه در بیشتر میدان جنگ شکست خورده‌اند شروع به عقب‌نشینی به سمت هرات نمودند و نادر عده ای را برای تعقیب آنان فرستاد و خود با بخش بزرگتری از سپاهش به سمت نیروهای تازه‌نفس ذوالفقارخان حرکت کرد. پس از بهم رسیدن دو سپاه، ابدالی‌ها بی درنگ حمله را آغاز کردند ولی ناگهان توفان شدیدی شروع به وزش کرد و گرد و غبار همهٔ میدان نبرد را دربرگرفت و جنگ متوقف گشت.

## پیامد
درپی وزش توفان گرد و خاک و پایان یافتن جنگ در کوسویه، ابدالی‌ها به سمت هرات عقب نشستند و در مقابل دروازهٔ هرات به صف آرایی و تجدید نیرو پرداختند. نادر پس از رسیدن به هرات و نبردی که در آنجا با ابدلی‌ها انجام داد و پس از به توپ بستن شهر پیروز شد و شهر را تصرف کرد.